# Abathymermis brevicaudata
Abathymermis brevicaudata  (лат.) — вид круглых червей из семейства Mermithidae (отряд Mermithida, Nematoda). Эндемик озера Байкал (Россия), где обнаружен на каменистом грунте на глубинах от 1 до 20 м.
Круглые черви микроскопических размеров. Имеют 2 спикулы, 6 продольных хорд и 6 головных папилл, рот конечный, амфиды крупные. Снаружи покрыты тонкой кутикулой без перекрещивающихся волокон. Предположительно паразиты водных личинок комаров-звонцов (Chironomidae).
Вид был впервые описан в 1976 году профессором Иваном Антоновичем Рубцовым (1902-1993) и включён в ранее выделенный отдельный род Abathymermis Rubzov, 1971 из семейства Mermithidae.